# 8629-es mellékút (Magyarország)
A 8629-es számú mellékút egy rövid, nem sokkal több mint 3 kilométer hosszú, négy számjegyű országos közút Győr-Moson-Sopron vármegye területén. Tulajdonképpen Pereszteg község belső útjának tekinthető, a település különálló részeit köti össze egymással, illetve a 84-es és a 85-ös főutakkal.

## Nyomvonala
A 84-es főútból ágazik ki, annak a 105+850-es kilométerszelvényénél lévő körforgalmú csomópontjából, északkelet felé. Mintegy 350 méter után – felüljárón, csomópont nélkül – áthalad az M85-ös autóút felett, annak a 70+700-as kilométerszelvénye közelében, további mintegy 400 méter után pedig keresztezi a Sopron–Szombathely-vasútvonal vágányait, Pereszteg megállóhely térségének délkeleti szélénél. 1,4 kilométer után éri el a község első házait, melyek között Temető utca, egy közel derékszögű irányváltást követően pedig Fő utca lesz a neve. A faluközpontot elhagyva északnak fordul, átszeli az Ikva folyását, és hamarosan átér Sopronszécsény községrészbe, ahol Széchenyi utca néven folytatódik. Úgy is ér véget, beletorkollva a 85-ös főútba, annak csaknem pontosan a 66. kilométerénél.
Teljes hossza, az országos közutak térképes nyilvántartását szolgáló kira.gov.hu adatbázisa szerint 3,310 kilométer.

## Települések az út mentén
- Pereszteg